# Alberto Balderas
Alberto Balderas Reyes, nacido en Ciudad de México (México) el 8 de octubre de 1910 y fallecido en México el 29 de diciembre de 1940, era un torero mexicano. Era conocido como El Torero de México.

## Presentación
Abandonó el Conservatorio Nacional de Música. A pesar de la oposición de su padre, director del conservatorio, se lanzó al toreo y a los diecisiete años, se convirtió en uno de los novilleros más famosos de México. En 1929 partió hacia España. El 19 de septiembre de 1930, toma la alternativa en Morón de la Frontera (Provincia de Sevilla), con Manuel Mejías Rapela  de padrino y Manolo Bienvenida como testigo. Luego regresó a torear en México donde ocupó los primeros puestos del escalafón, no regresando a España hasta el año 1934, sin mucho éxito.
Balderas era considerado un matador elegante, especialmente con el capote, y excelente en las banderillas, pero mucho más débil con la muleta y la espada. Su toreo se adaptó principalmente al toro mexicano, más noble que el toro español.

## Muerte
El 29 de diciembre de 1940, en la plaza de toros de México, fue gravemente herido por el toro de nombre "Cobijero" de la ganadería de Piedras Negras. Murió el mismo día.